# Campionat del Món de Trial 1993
|  | Per al campionat del món en pista coberta d'aquell any, vegeu Campionat del Món de Trial indoor 1993 |

La temporada de 1993 del Campionat del Món de trial fou la 19a edició d'aquest campionat, organitzat per la FIM. El calendari oficial constava d'11 proves puntuables, celebrades entre el 18 d'abril i el 26 de setembre.
Jordi Tarrés va guanyar el cinquè dels seus set títols mundials, aquesta vegada amb la seva nova motocicleta, la catalana Gas Gas. Era la primera vegada que algú guanyava el Campionat del Món de trial amb una moto fabricada al seu país. Tarrés va dominar àmpliament el campionat amb sis victòries, dos segons llocs i un de tercer a les dotze proves puntuables. El seu principal oponent aquell any va ser el també català Marc Colomer, que havia canviat de Montesa a Beta (on ocupà el lloc deixat per Tarrés en anar-se'n a Gas Gas). Colomer, a 18 anys, va guanyar tres proves durant la temporada, entre elles la primera a Luxemburg i la darrera a Gran Bretanya i va obtenir set resultats més de podi.
El campió vigent, Tommi Ahvala, va guanyar una sola prova durant la temporada i va acabar el campionat en tercer lloc. Ahvala, però, va guanyar aquell any la primera edició del nou Campionat del Món de Trial indoor, que es va instaurar amb el nom inicial de FIM Indoor Grand Prix.

## Novetats
Aquella temporada hi hagué diversos fitxatges destacats. A banda dels canvis de marca ja esmentats de Jordi Tarrés (de Beta a Gas Gas) i Marc Colomer (de Montesa a Beta), cal esmentar el de l'espanyol Amós Bilbao, de Gas Gas a Montesa, que acabà en quarta posició darrere d'Ahvala. Donato Miglio va passar d'Aprilia a Gas Gas i Bruno Camozzi va deixar Fantic en fitxar per Scorpa, el nou fabricant occità que debutava aquell any al mundial. El català Joan Pons va fitxar per Gas Gas procedent de Beta i va acabar el mundial ens sisena posició, per darrere del seu company de marca Donato Miglio.

## Sistema de puntuació
Barem de puntuació a partir de 1984:
| Posició | 1  | 2  | 3  | 4  | 5  | 6  | 7 | 8 | 9 | 10 | 11 | 12 | 13 | 14 | 15 |
| Punts   | 20 | 17 | 15 | 13 | 11 | 10 | 9 | 8 | 7 | 6  | 5  | 4  | 3  | 2  | 1  |

## Calendari
| Ronda | Data           | Prova         | Lloc               | Guanyador    |
| ----- | -------------- | ------------- | ------------------ | ------------ |
| 1     | 18 d'abril     | Luxemburg     | Warken             | Marc Colomer |
| 2     | 25 d'abril     | Bèlgica       | Bilstain           | Jordi Tarrés |
| 3     | 23 de maig     | Alemanya      | Gefrees            | Jordi Tarrés |
| 4     | 30 de maig     | Txèquia       | Nepomuk            | Jordi Tarrés |
| 5     | 6 de juny      | Polònia       | Stryszow           | Jordi Tarrés |
| 6     | 27 de juny     | Itàlia        | Foppolo            | Jordi Tarrés |
| 7     | 4 de juliol    | França        | Colombier-le-Vieux | Amós Bilbao  |
| 8     | 11 de juliol   | Andorra       | La Rabassa         | Tommi Ahvala |
| 9     | 25 de juliol   | Espanya       | Viella             | Jordi Tarrés |
| 10    | 5 de setembre  | Suècia        | Hudiksväll         | Marc Colomer |
| 11    | 12 de setembre | Finlàndia     | Hèlsinki           | Steve Colley |
| 12    | 26 de setembre | Gran Bretanya | Pateley Bridge     | Marc Colomer |

Notes
1. ↑  Al Voivodat de la Petita Polònia
2. ↑  Al comtat de Gävleborg

## Classificació final
| Posició | Pilot                | Motocicleta    | Punts |
| ------- | -------------------- | -------------- | ----- |
| 1       | Jordi Tarrés         | Gas Gas        | 206   |
| 2       | Marc Colomer         | Beta           | 188   |
| 3       | Tommi Ahvala         | Aprilia        | 161   |
| 4       | Amós Bilbao          | Montesa        | 152   |
| 5       | Donato Miglio        | Gas Gas        | 129   |
| 6       | Joan Pons            | Gas Gas        | 114   |
| 7       | Takumi Narita        | Beta           | 108   |
| 8       | Steve Colley         | Beta           | 102   |
| 9       | Bruno Camozzi        | Scorpa         | 102   |
| 10      | Diego Bosis          | Fantic         | 80    |
|         |                      |                |       |
| 14      | Cèsar Panicot        | Gas Gas        | 25    |
|         |                      |                |       |
| 18      | José Antonio Benítez | Montesa/Fantic | 10    |